# Dracaena aubryana
Dracaena aubryana es una especie de planta perteneciente a la familia de las asparagáceas, anteriormente incluida en las ruscáceas. Se encuentra en África.

## Descripción
Es un arbusto que alcanza un tamaño de 0,4-2,5 m de altura, generalmente ramificado, con tallo erecto, a menudo retorcido en espiral. Las hojas son dísticas, a menudo asimétricas, ovadas a ovado estrechas, de 10-40 (-60) cm de largo, (1.5-) 4-10 (-15) cm de ancho, la base redondeada o cuneada, el ápice agudo a cuspidado; con pecíolo de 5-30 ( -100) cm de largo. La inflorescencia es erecta, en forma de espiga o panícula, de 90-70 cm de longitud, sin ramas o con algunas ramas cerca de la base, las flores en grupos de 1-3 (-7) con una sola bráctea triangular de 10 mm de largo, pedicelo 0 - 2 mm de largo. Flores de color blanco o blanco verdoso, cada lóbulo con frecuencia con una banda central de color rojo púrpura. Frutos brillantes de color naranja brillante, profundamente 1-3-lobulados, lóbulos ovoides, 8-18 mm de largo, 4-9 mm de diámetro; semillas blanco sucio, ovoides, de 6-14 mm mm de ancho, 5.7 de largo.

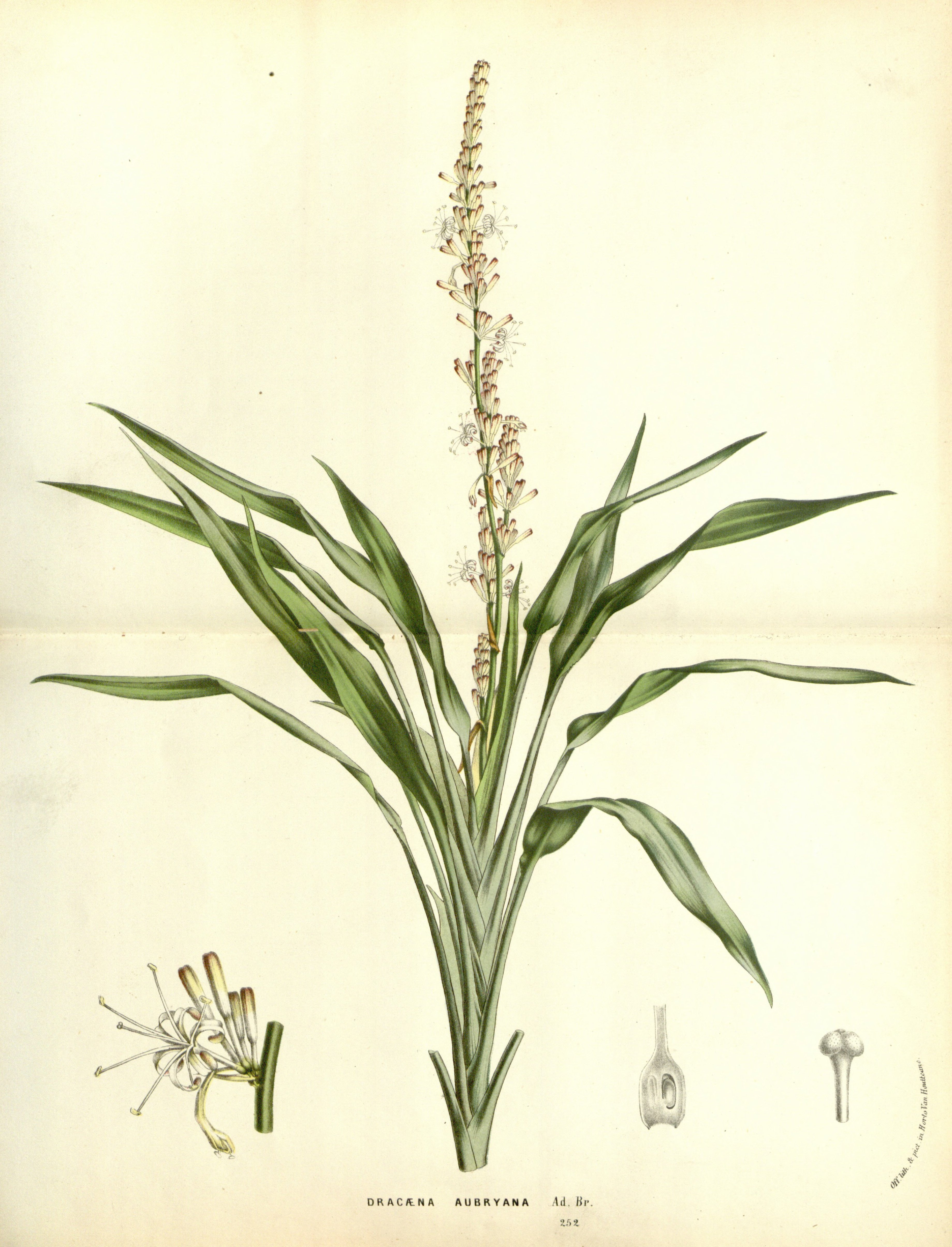
Ilustración

## Distribución
Se distribuye por el África Occidental y central desde Sierra Leona, al Congo-Kinshasa y Angola, a una altitud de 	600-850 metros.

## Taxonomía
Dracaena aubryana fue descrita por Brongn. ex E.Morren y publicado en La Belgique Horticole 10: 348, en el año 1860.
Etimología
Ver: Dracaena
aubryana: epíteto
Sinonimia
| - Dracaena humilis Baker - Dracaena kindtiana De Wild. - Dracaena monostachya Baker - Dracaena mooreana Baker - Dracaena thalioides Makoy ex Regel - Dracaena tholloniana Hua - Draco humilis (Baker) Kuntze | - Draco thaliodes (Makoy ex Regel) Kuntze - Pleomele humilis (Baker) N.E.Br. - Pleomele kindtiana (De Wild.) N.E.Br. - Pleomele monostachya (Baker) N.E.Br. - Pleomele thalioides (Makoy ex Regel) N.E.Br. - Pleomele tholloniana (Hua) N.E.Br. |